# Frostschutz
Mit dem Begriff Frostschutz werden alle Maßnahmen und Methoden zusammengefasst, die ein Einfrieren von Flüssigkeiten verhindern sollen. Dies ist unter Umständen technisch notwendig, weil das Volumen von Eis größer wird als das des flüssigen Wassers und der um einige Prozent größere Raumbedarf zu großen Kräften führen kann (Frostsprengung).
Es gibt drei Strategien des Frostschutzes:
- durch Zusätze zum Wasser wird der Gefrierpunkt herabgesetzt, oder
- durch Wärmezufuhr werden Temperaturen des zu schützenden Bauteils unter Null Grad Celsius verhindert, oder
- der Wasserdurchfluss in Rohrleitungen darf nicht zum Stillstand kommen.

Weiterhin bezeichnet Frostschutz als Kurzwort die gebrochene Gesteinskörnung der Frostschutzschicht.
Frostschutz ist als Unionsmarkenname über das Patentamt München (EUIPO, European Intellectual Property Office) mit der Registrierungsnummer 015696933 europaweit für die Klasse 33 (alkoholische Präparate für die Zubereitung von Getränken; alkoholische Getränke, ausgenommen Bier) sowie seit dem 2. März 2017 mit der Registrierungsnummer 015140007 europaweit für die Klasse 32 (Bier- und Brauereiprodukte; nichtalkoholische Getränke; Präparate für die Zubereitung von Getränken) geschützt.

## Frostschutz von Pflanzen

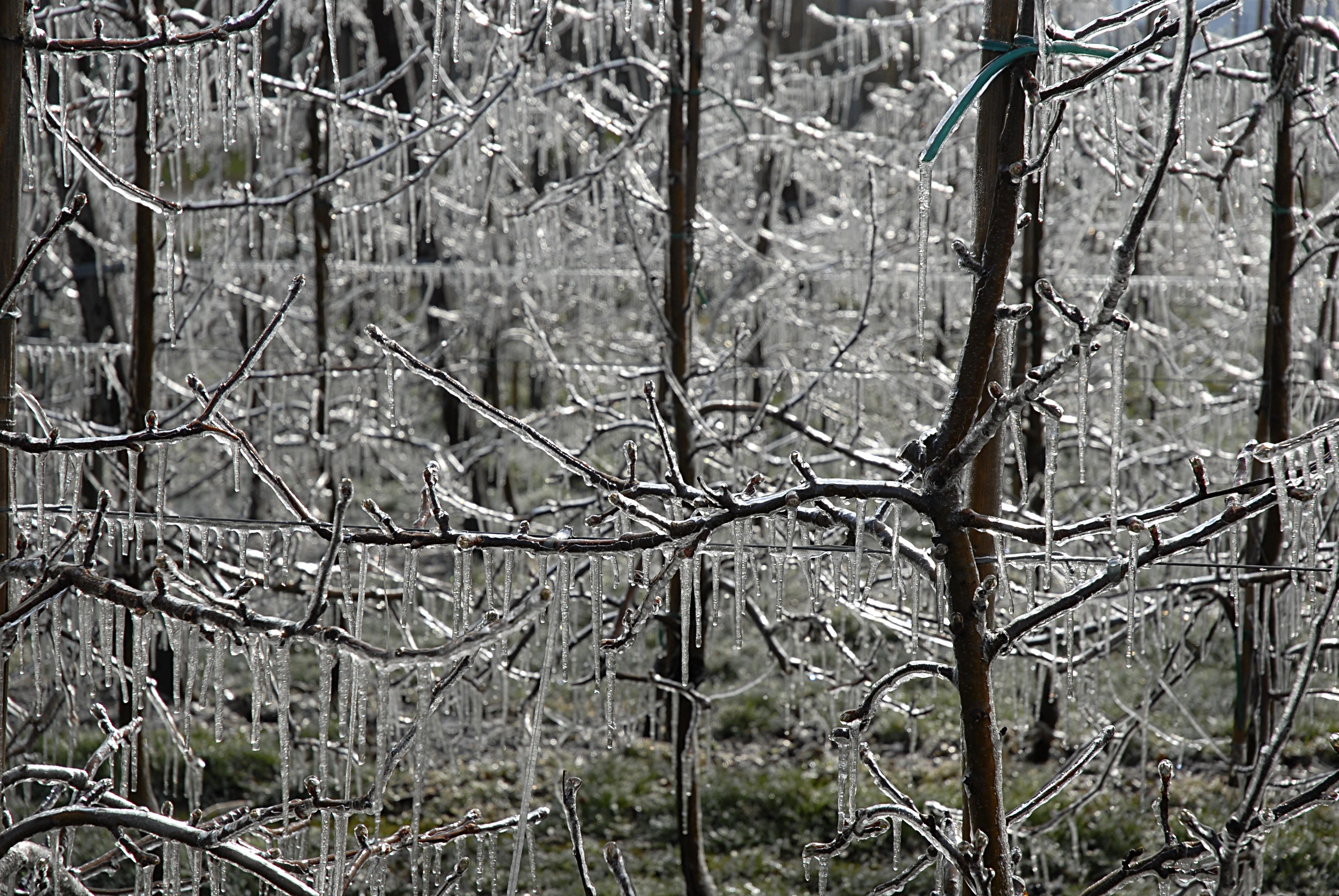
Durch Frostschutzberegnung vereiste Apfelbäume

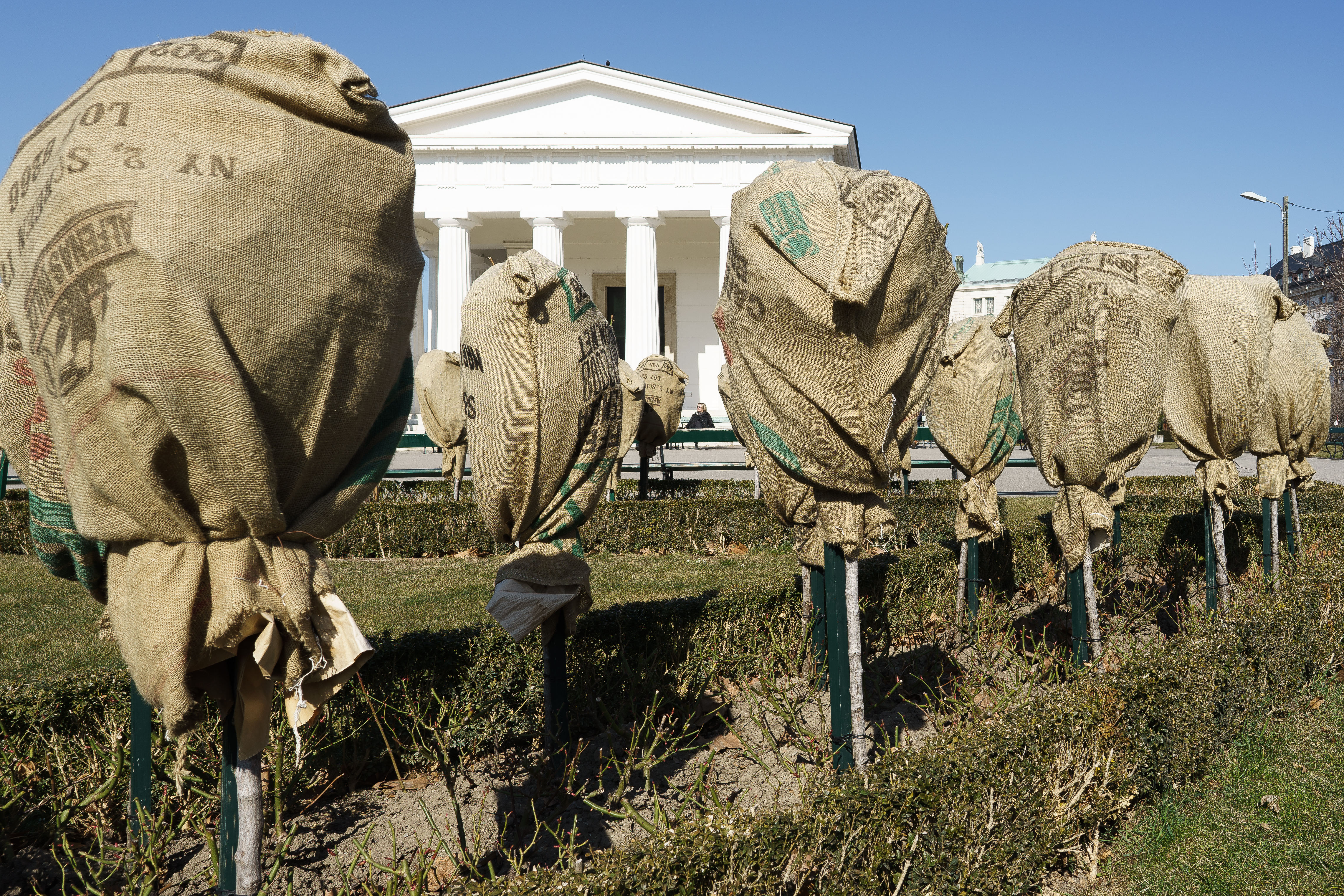
Rosen unter Winterschutz

Pflanzen werden geschädigt oder sterben, wenn deren Zellwasser gefriert. Während sich manche Pflanzen durch entsprechende Zusammensetzung der Zellflüssigkeit schützen, sterben andere teilweise oder vollständig durch Frosttrocknis ab. Für den Wurzelbereich von Nutzpflanzen ist die Frosteindringtiefe in den Ackerboden entscheidend.
Wirtschaftlich besonders bedeutsam ist Frost während der Obstblüte. Auch der Stamm von Holzgewächsen, die an sich Frosttemperaturen überstehen, kann durch starkes Absinken der Temperatur geschädigt werden, wenn der Wassergehalt unter der Rinde noch nicht ausreichend reduziert war.
Beispiele zum Frostschutz bei Pflanzen:
- Abdecken mit Stroh, Stalldünger, Tüchern und/oder Brettern, um die Pflanzen gegenüber der kalten Luft zu isolieren. Diese Maßnahme wird überwiegend im Gartenbau angewendet.
- Weißen (Kalkanstrich) der Stämme: der Effekt entsteht nicht (wie oft angenommen) durch verringerte Wärmeabstrahlung in der Nacht, sondern durch geringere Erwärmung am Tage durch die Sonne, wodurch sich die Pflanze eher auf den Frost einstellt (sie muss den Wassergehalt reduzieren).
- Glas-Überdachung bzw. Glashäuser: Glas ist für die Wellenlänge der Wärmeabstrahlung (mittleres Infrarot um 10 Mikrometer Wellenlänge) undurchsichtig und vermag daher diese Strahlung zurückzuhalten, indem es sich selbst dadurch erwärmt und das Strahlungsgleichgewicht hin zu höheren Temperaturen verschiebt (dieser sog. Treibhauseffekt tritt auch in der Atmosphäre auf, wenn es bewölkt ist, daher herrschen bei bewölktem Himmel höhere Nachttemperaturen auf als in wolkenlosen Nächten).
- Geländeheizung durch kleine Öfen in dichter Aufstellung, in denen Öl, Kohle oder Kerzenwachs („Frostkerzen“[1]) verbrannt wird. Diese Maßnahme wird vorwiegend in steilen Obstbaumanlagen ohne Wasserzugang und im Weinbau eingesetzt. Andere Heizungssysteme, z. B. Warmluftheizungen, kommen auch zum Einsatz.[2]
- Frostschutzberegnung: Beregnen von Nutzpflanzen, insbesondere von Obstblüten mit sehr feinen Wassertröpfchen. Als Folge dieser Beregnung können sie Frosttemperaturen für eine begrenzte Zeit überstehen, denn es bildet sich auf den frostempfindlichen Blüten eine dünne Eisschicht. Hierbei wird die Kristallisationsenthalpie des Wassers freigesetzt und die Temperatur innerhalb der Eishülle kann somit über längere Zeit nicht wesentlich unter den Gefrierpunkt absinken. Um nachträgliche Schäden zu vermeiden, muss die Frostschutzberegnung fortgesetzt werden, bis das Eis wieder geschmolzen ist bzw. die Temperatur erheblich über dem Gefrierpunkt liegt.

## Frostschutz von Anlagen und Geräten
Wasser enthaltende – insbesondere wassergekühlte – Geräte und Anlagen müssen vor Frost geschützt werden, um zu verhindern, dass das gefrierende Wasser aufgrund der Wasseranomalie (Volumenzunahme beim Erstarren) Behälter und Leitungen zerstört.
Der Frostschutz kann entweder durch Zusatz von Gefrierschutzmitteln zum Wasser erreicht werden oder – falls das nicht möglich ist – durch eine Frostschutz-Heizung, entsprechende Isolierung (bei kurzer Frosteinwirkung) oder Entfernen des Wassers aus dem System.
Beispiele:
- Heizkörperthermostatventile haben eine Stellung „Stern“, auf welcher sie die Temperatur knapp über dem Gefrierpunkt halten, um ihr Einfrieren zu verhindern.
- In Wohnräumen werden sog. Frostschutz-Thermostate (el. Heizung + Temperaturschalter) eingesetzt.
- In Anlagen und Geräten müssen Heizungen, Frostschutzthermostate, oder selbstregelnde NTC-Heizelemente u. U. auch dafür sorgen, dass bestimmte Bauteile funktionsfähig bleiben (z. B. ölgefüllte Leistungsschalter, Elektrolytkondensatoren, Schweröltanks und -leitungen auf Schiffen).
- Vor dem frostgefährdeten Transport muss aus manchen Anlagen das Wasser abgelassen werden (z. B. Lasergeräte).
- Wassergekühlte Verbrennungsmotoren enthalten als Kühlmittel Wasser mit einem Gefrierschutzmittel-Zusatz.

## Frostschutz von Wasserleitungen
In der Erde verlegte Wasserleitungen sind durch ihre Verlegetiefe (in Deutschland > 0,5 m) vor Frost weitgehend geschützt. Im Freien verlegte Leitungen müssen vor dem Einfrieren geschützt werden, da schon die Bildung von isolierten Eispfropfen über den gesamten Leitungsquerschnitt (z. B. an Stellen mit Wärmebrücken) zu Schäden führen kann. Wasserleitungen aus Kunststoff sind aufgrund ihrer Elastizität nicht im selben Maß gefährdet wie Metallleitungen. Gleichwohl besteht im Fall von trinkwasserführenden Leitungen ein Hygienerisiko durch die Stagnation des Wassers.
Frostgefährdete Wasserleitungen aus Metall können mit einer Wärmedämmung vor Einfrieren geschützt werden, wenn regelmäßig ein Wasseraustausch (Entnahme von Wasser) stattfindet. Das vom Wasserversorger zur Verfügung gestellte Wasser weist in der Regel eine Jahrestiefsttemperatur von 6 °C auf. Bei ständigem Wasseraustausch durch Entnahme findet daher durch das nachströmende Wasser ein Wärmeeintrag statt. Bei hinreichender Dämmung kann die Wassertemperatur damit oberhalb des Gefrierpunkts gehalten werden. Ist dies nicht zu gewährleisten, können Heizleiter entlang der Leitung verlegt werden. Praktische Hinweise zum Betrieb und zur Dämmung von Leitungen sowie zur Auslegung und Steuerung der Begleitheizung enthält die Richtlinie VDI 2069.
Bei Nicht-Trinkwasserleitungen ist ein wirksamer Schutz vor Einfrieren durch rechtzeitiges Abtrennen und Entleeren möglich. Hierzu müssen die Leitungen entsprechend geplant und ausgeführt sein (Gefälle, Entleerung am tiefsten Punkt). Nicht-Trinkwasserleitungen müssen jedoch durch eine Sicherungseinrichtung nach DIN EN 1717 von Trinkwasser führenden Leitungen getrennt sein. Ein Absperren von frostgefährdeten Teilen von Trinkwasser-Installationen, z. B. Garten- und Garagenzapfstellen, oder von Leitungen zu und in zeitweise nicht genutzten und nicht beheizten Gebäuden, wie Ferienhäusern, ist aus Hygienegründen abzulehnen, da das in den Leitungen verbleibende Wasser über die Dauer der Absperrung stagniert und zu einer gravierenden Verkeimung der gesamten Trinkwasser-Installation führen kann. Isolierte Teile der Trinkwasser-Installation, welche durch Absperren geschützt werden sollen, müssen daher trockengeblasen werden.

## Scheibenfrostschutz für Pkw-Scheibenwaschanlagen
Scheibenreinigerzusätze für die Pkw-Scheibenwaschanlage auf Ethandiolbasis verhindern das Einfrieren der Spritzwasserdüsen. In Deutschland ist seit Oktober 2006 der Einsatz von Scheibenfrostschutz bei winterlichen Witterungsbedingungen gesetzlich vorgeschrieben. Neben dem Frostschutz ist die Reinigungsleistung ein wesentliches Qualitätsmerkmal für den Scheibenreinigerzusatz. Möglichst schnell klare Sichtverhältnisse zu schaffen ist die Eigenschaft, welche gute Produkte auszeichnet und zur Sicherheit im Straßenverkehr beiträgt.
Aktuelle Fahrzeuge mit Fächerdüsen stellen besonders hohe Ansprüche an Scheibenfrostschutz, da trotz niedrigen Gefrierpunkts eine niedrige Viskosität gefordert ist. PKW mit Xenon-Scheinwerfern müssen mit einer Scheinwerferreinigungsanlage ausgerüstet sein. Die hier verwendeten Hochdruckdüsen werden ebenfalls aus der Scheibenwaschanlage gespeist und haben ähnlich hohe Anforderungen an die Qualität des verwendeten Scheibenfrostschutzes.
Am Markt sind günstige Produkte erhältlich, welche die Materialverträglichkeit nicht gewährleisten. Diese können den Lack, Gummi und Kunststoffe wie z. B. Scheinwerfergehäuse aus Polycarbonat angreifen und führen zu Spannungsrissen.